# ديفيد كراون
ديفيد كراون (بالإنجليزية: David Crown)‏ (16 فبراير 1958 في المملكة المتحدة - ) هو لاعب كرة قدم بريطاني في مركز الهجوم. لعب مع كامبريدج يونايتد ونادي إكزتر سيتي ونادي برينتفورد ونادي بورتسموث ونادي ريدنغ ونادي ساوثيند يونايتد ونادي غيلينغهام وبيليريكاي تاون وThurrock F.C. ‏ وAylesbury United F.C. ‏ وداغنهام وريدبريدج وكونكورد رينجرز وغرايز أتلاتيك ‏ وSudbury Town F.C. ‏ وWalthamstow Avenue F.C. ‏.